# Gottlob Siegemund Knoefvel

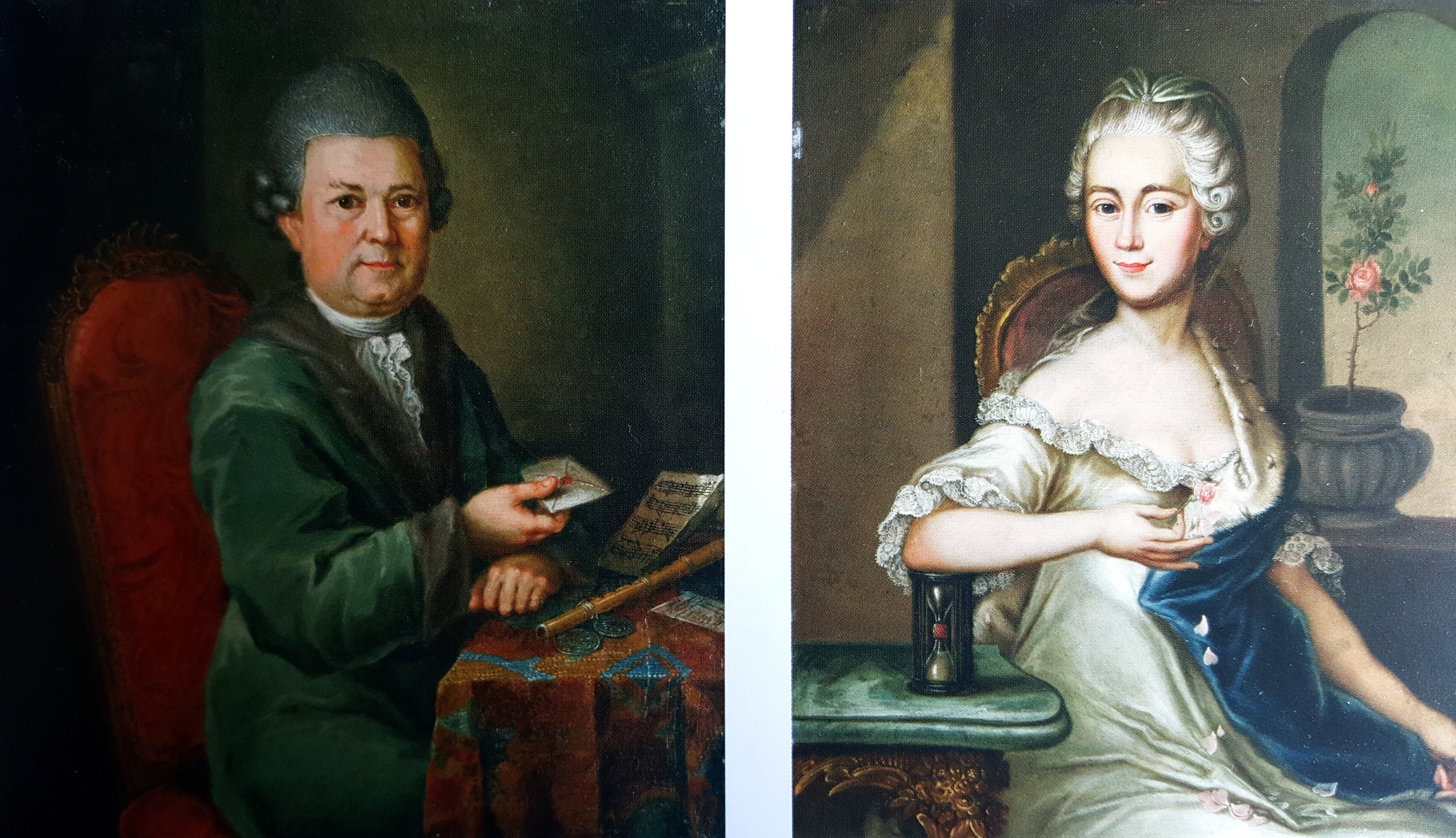
Portret C.A. Rotha i portret jego żony (1772)

Kolumna honorowa dla Fryderyka II autorstwa Gottloba Siegemunda Knoefvela. Obraz olejny około 1800 roku, Pałac Charlottenburg, Berlin

Gottlob Siegemund Knoefvel (ur. ok. 1750 w Rawiczu, zm. w lutym 1814) – niemiecki malarz śląski, aktywny we Wrocławiu i Rawiczu.

## Życiorys
Był synem malarza niemieckiego Karla Siegismunda. W latach 1776–1793 posiadał własną pracownię we Wrocławiu. Namalowane przez niego postaci pochodziły zarówno ze Śląska, jak i z Wielkopolski. Namalował m.in. całopostaciowe portrety właścicieli Rawicza: kasztelana gnieźnieńskiego Adama Olbrachta Przyjemskiego (1590–1644), założyciela miasta i starostę ośnickiego Jana Nepomucena Mycielskiegoo (1736–1805), ostatniego właściciela Rawicza. Jego autorstwa są również portrety: Stanisława Kazimierza Kretkowskiego (1671–1704) i Katarzyny Agnieszki Ludwiki z Sapiehów Sapiehowej (1718–1779), właścicieli Rawicza. Te portrety znajdują się w rawickim ratuszu. Miał także klientów w Wiedniu, w 1786 roku, stworzył m.in. Portret Ferdinanda Angerera. Jedną ze swoich prac pt. Kolumna ku czci Fryderyka Wielkiego wysłał w 1800 roku do Akademii berlińskiej. Należał do wrocławskiego towarzystwa kulturalnego Schwägerei; w jego siedzibie namalował miniaturowe portrety członków i obraz przedstawiający scenę z próby koncertu. 
W jego pracowni, w latach 1790–1793, kształcił się m.in. Carl Arlt.

## Twórczość
Knoefvel malował głównie portrety (czasem miniaturowe) oraz portrety grupowe. Tworzył również obrazy o tematyce religijnej i rodzajowe. Jego rysunek Wypędzenie Minerwy został umieszczony w 1770 roku do sztambuchu J.E. Henischa. Wykonywał prace w technice enkaustyki. 
- Portret Katarzyny Agnieszki Ludwiki z Sapiehów Sapieżyny[4] – 1762, ratusz w Rawiczu;
- Portret Adama Olbrachta Przyjemskiego – 1780, ratusz w Rawiczu;
- Portret Jana Nepomucena Mycielskiego – 1780, ratusz w Rawiczu;
- Portret Stanisława Kretkowskiego – 1780, ratusz w Rawiczu;
- Portret Ferdynanda Angerera – 1786, Wiedeń;
- Kolumna ku czci Fryderyka Wielkiego – 1800, Berlin-Charlottenburg;
- wizerunki chłopców wykonane w 1793 roku, dawniej w Schlesisches Museum für Kunstgewerbe udn Altertümer, Breslau (Wrocław);
- Portret C.A.Rotha – 1772, ol. blacha miedziana, 42 × 35,6 cm, Muzeum Narodowe we Wrocławiu;
- Portret żony C.A. Rotha – pendant dla portretu C.A.Rotha; 1772, ol. blacha miedziana, 41,9 × 35,5 cm  Muzeum Narodowe we Wrocławiu;
- Portret Johanna Tobiasa Volckmana – 1780, 101 × 78 cm  Muzeum Narodowe we Wrocławiu;